# Findel
Findel (en luxemburguès: Findel) és una vila de la comuna de Sandweiler del districte de Luxemburg al cantó de Luxemburg. Està a uns 5,4 km de distància de la Ciutat de Luxemburg.